# 鄭大均
鄭 大均（てい たいきん（정대균、チョン・テギュン、Chung Daekyun）、1948年4月8日- ）は、日本の東洋学の学者。
東京都立大学名誉教授。専攻は東アジアのナショナル・アイデンティティ、日韓関係論、第12回大平正芳記念賞を受賞。

## 略歴
岩手出身。父親は1922年、当時の京城から東京にやってきた朝鮮人で、1923年に出版され、朝鮮人によって書かれた最初の日本語小説として知られる『さすらひの空』の著者で、皇道思想家の鄭然圭である。母親は岩手県和賀郡黒沢尻町（現在の北上市）出身。結婚してしばらくは東京に住んでいたが、1944年に空襲を避けて岩手県に疎開。大均はその地で戦後に生まれた。
岩手県立黒沢尻北高等学校、立教大学文学部および立教大学法学部を卒業。1973年から1974年にかけてアメリカ合衆国東部で暮らす。1978年カリフォルニア大学ロサンゼルス校修士課程修了（M.A、アジア系アメリカ人研究）。履歴については自叙伝的作品である『在日の耐えられない軽さ』（中公新書）に詳しい。
米国から東京に戻り、英語学校で教えながら1980年頃から在日論を書き始める。その後1970年代に東京で会った留学生・崔吉城の誘いを受け、慶南大学校師範学部（韓国馬山市）、東亜大学校人文学部（韓国釜山市）、啓明大学校外国学学部（韓国大邱市）で14年間教える。
啓明大学校副教授から転じ、1995年に東京都立大学 (1949-2011)（首都大学東京（東京都立大学に名称変更））人文学部に助教授として着任、1999年に教授、2013年3月定年退職。同年11月から特任教授となる。在日韓国人二世であったが、2004年に日本国籍を取得した。

## 業績
日韓関係を集団アイデンティティの視点から分析。従来の歴史・道徳史観濃厚の日韓関係論とは異質の議論を展開。在日韓国・朝鮮人論も、その被害者性を強調する従来の在日論とは異質の議論を展開している。在日韓国朝鮮人に日本への帰化を勧めるとともに、韓国系日本人（元在日外国人）の立場から、永住外国人への地方参政権付与に反対し、2000年に国会で参考人招致を受けた際も反対論を展開した。

## 家族
- 妻は韓国の大学教員。[要出典]

- 妹は鄭香均。香均は、日本国籍でないことを理由に東京都の管理職選考試験の受験を拒否されたとして都を訴え、二審で一部勝訴（慰謝料支払のみ認定）するも、最高裁において[5] 敗訴が確定した（東京都管理職選考試験事件）。これに関し、鄭大均は『諸君!』[6] や『ニューズウィーク』日本語版の誌上[7] 等で妹に苦言を呈している。

## 著書

### 単著
- 『日韓のパラレリズム 新しい眺め合いは可能か』三交社、1992年。ISBN 4-87919-537-5。
  - 『韓国のナショナリズム』岩波現代文庫、2003年。ISBN 4-00-600109-6。 - 鄭 (1992)の改訂。
- 『韓国のイメージ　戦後日本人の隣国観』中公新書、1995年。ISBN 4-12-101269-0。 - 主要引用・参考文献：pp.234-239。第12回大平正芳記念賞受賞（1996年）[3]。
  - 『韓国のイメージ　戦後日本人の隣国観』（増補版）中公新書 1269、2010年。ISBN 978-4-12-191269-5。 - 鄭 (1995)の増補。
- 『日本（イルボン）のイメージ 韓国人の日本観』中公新書、1998年。ISBN 4-12-101439-1。
- 『在日韓国人の終焉』文春新書、2001年。ISBN 4-16-660168-7。
- 『韓国ナショナリズムの不幸 なぜ抑制が働かないのか』櫻井よしこ 解説、小学館文庫、2002年4月。ISBN 4-09-402686-X。
- 『在日・強制連行の神話』文春新書、2004年。ISBN 4-16-660384-1。 - 年表あり。
- 『在日の耐えられない軽さ』中公新書、2006年。ISBN 4-12-101861-3。
- 『姜尚中を批判する 「在日」の犠牲者性を売り物にする進歩的文化人の功罪』飛鳥新社、2011年。ISBN 978-4-86410-111-0。
- 『韓国が「反日」をやめる日は来るのか もはや怪物・韓国ナショナリズム』新人物往来社、2012年。ISBN 978-4-404-04284-2。 - 文献あり。
- 『隣国の発見　日韓併合期に日本人は何を見たか』筑摩書房〈筑摩選書〉、2023年。ISBN 4-480-01774-7。

### 共著
- 崔吉城、原田環 共編 編「大正期の在日ヒーロー」『植民地の朝鮮と台湾 歴史・文化人類学的研究』第一書房〈Academic series new Asia 50〉、2007年。ISBN 978-4-8042-0772-8。 - 文献あり。
- 別冊宝島編集部 編「在日コリアンにとっても突拍子もない参政権運動」『"外国人参政権"で日本がなくなる日　緊急出版』宝島社〈別冊宝島 ノンフィクション〉、2010年。ISBN 978-4-7966-7674-8。
  - 別冊宝島編集部 編「在日コリアンにとっても、弊害の多い参政権運動」『"人権侵害救済法"で人権がなくなる日』〈宝島社新書 ＝ ［TAKARAJIMASHA SHINSHO］ 340〉2012年。ISBN 978-4-7966-9690-6。 - 鄭 & 別冊宝島編集部 (2010)の改訂・改題、増補。
- 小林よしのり共著「被害者性を売り物にする在日知識人の欺瞞」『新日本人に訊け！　帰化　ゴーマニズム対論集』飛鳥新社、2011年。ISBN 978-4-86410-084-7。

### 共編著
- 川村湊共編『韓国という鏡 戦後世代の見た隣国』東洋書院、1986年。ISBN 978-4-88594-147-4。
- 古田博司共編『韓国・北朝鮮の嘘を見破る 近現代史の争点30』〈文春新書〉2006年。ISBN 4-16-660520-8。 - 文献あり。
- 『日韓併合期ベストエッセイ集』編 ちくま文庫 2015

## 論文
- <鄭大均

## 関連文献
- 鄭然圭『さすらひの空』宣伝社、1923年2月1日。NDLJP:977947。